# Chébli
Chebli là một đô thị thuộc tỉnh Blida, Algérie. Dân số thời điểm năm 2002 là 21.506 người.